# Чалахмела
Чалахмела (груз. ჭალახმელა) — село в Кедском муниципалитете Грузии.

## География
Село находится на левом берегу реки Аджарисцкали, на расстоянии в 20 километрах от посёлка городского типа Кеда, административного центра муниципалитета. Абсолютная высота — 400 метров над уровнем моря.

## Население
По данным переписи населения 2014 года, в селе проживает 162 человека.
| Год  | Население | Мужчины | Женщины |
| ---- | --------- | ------- | ------- |
| 1911 | 130       |         |         |
| 2002 | ↗202      | 121     | 81      |
| 2014 | ↘162      | 79      | 83      |